# Thore Lindfors
Karl Magnus Theodor (Thore) Lindfors, född 18 januari 1889 i Lojsta församling, Gotland, död 24 juni 1954 i Danderyds församling, var en svensk botaniker.
Lindfors blev filosofie doktor 1924, assistent vid Centralanstalten för försöksväsendet på jordbruksområdet 1916, blev laborator där 1921 samt föreståndare för upplysnings- och kontrollavdelningen av Statens växtskyddsanstalt 1932. Lindfors ägandes sig åt mykologi och fytopatologi och utgav ett flertal avhandlingar rörande växtsjukdomar, särskilt hos kulturväxter. Hans främsta arbeten är Studien über den Entwicklungsverlauf bei einigen Rostpilzen (1924) och Sjukdomar hos våra odlade växter (1927). Thore Lindfors är begravd på Danderyds kyrkogård.